# Ampelisca planierensis
Ampelisca planierensis är en kräftdjursart. Ampelisca planierensis ingår i släktet Ampelisca och familjen Ampeliscidae. Inga underarter finns listade i Catalogue of Life.